# Bhoja Air
Bhoja Air is een Pakistaanse luchtvaartmaatschappij die binnenlandse lijnvluchten uitvoert.

## Geschiedenis
Bhoja Air begon op 7 november 1993 met vluchten tussen Karachi, Lahore en Quetta. Deze vluchten werden uitgevoerd met een Boeing 737-200. Deze was onder een dry lease overeenkomst geleased en was in Pakistan geregistreerd. Bhoja Air was hiermee de eerste Pakistaanse luchtvaartmaatschappij uit de private sector die met een westers vliegtuig vloog. Op 24 januari 1998 begon Bhoja Air met het uitvoeren van vluchten naar de Verenigde Arabische Emiraten.
Wegens financiële problemen schortte Bhoja Air in 2001 al zijn activiteiten op. In 2011 werd het bedrijf weer voortgezet en vanaf 6 maart 2012 werden weer vluchten uitgevoerd. Op 18 april van dat jaar crashte een Boeing 737-200 van Bhoja Air nabij de Luchthaven Benazir Bhutto van Islamabad.

## Vloot
Op 20 april 2012 bestond de vloot van Bhoja Air uit:
- 2 Boeing 737-200
- 1 Boeing 737-400

## Bestemmingen
In maart 2012 vloog Bhoja Air op volgende bestemmingen binnen Pakistan:
- Islamabad - Luchthaven Benazir Bhutto
- Karachi - Luchthaven Jinnah
- Lahore - Luchthaven Allama Iqbal
- Multan - Luchthaven Multan
- Sukkur - Luchthaven Sukkur

## Ongelukken
- Op 20 april 2012 stortte Bhoja Air vlucht 213 uitgevoerd met een Boeing 737-200 neer in het Pakistaanse Rawalpindi tijdens het aanvliegen op Luchthaven Benazir Bhutto in Islamabad. Hierbij kwamen 127 mensen om.[2][3]